# Uummannaq-Museum
Das Uummannaq-Museum (dänisch Uummannaq Museum, grönländisch Uummannap Katersugaasivia) ist das Heimatmuseum (Lokalmuseum) von Uummannaq.

## Geschichte
Die Gemeinde Uummannaq gründete mehrfach einen Museumsausschuss, der jedoch nie richtig aktiv wurde. Erst 1985 erhielt die Gemeinde die Nutzungsrechte für das alte Krankenhaus, das in ein Lokalmuseum umgewandelt werden sollte. Dies wurde bereits kurz darauf mit einer vorübergehenden Ausstellung genutzt, aber erst anschließend begann man in Zusammenarbeit mit Architekten, Ingenieuren und dem grönländischen Nationalmuseum ein eigentliches Museum zu planen. Am 21. Juli 1988 wurde das Museum offiziell eröffnet und von der Regierung anerkannt.

## Ausstellung
Das Museum behandelt verschiedene Themen mit Bezug auf Uummannaq und Umgebung. Dazu gehören die (im Nationalmuseum befindlichen) Qilakitsoq-Mumien, eine Ausstellung zum Dichterkatechten Edvard Kruse, zum Polarforscher Alfred Wegener und zur Mine in Maamorilik. Daneben werden Trachten, Walfanggeräte und Kajaks gezeigt. Zum Museum gehören zudem zwei Torfmauerhäuser, die noch bis in die 1980er Jahre bewohnt waren und nun besichtigt werden können.